# SOWOSEC
Der im Zuge eines Sokrates-Projektes entwickelte, berufsbegleitende Master-Studiengang „Sozialwirtschaft und Soziale Arbeit“ (engl. Social Work and Social Economy, SOWOSEC) ist als sogenanntes „Joint Degree Programm“ in ein Europäisches Netzwerk eingebunden. Er erweitert die Fachlichkeit Sozialer Arbeit um die zusätzliche Perspektive der Sozialwirtschaft.

## Ökonomisierung und/oder Professionalisierung
Die Einführung von wirtschaftlichen Denkansätzen in die Soziale Arbeit bzw. ihre Organisationen und Einrichtungen wird in Theorie und Praxis unterschiedlich diskutiert. Einerseits wird in der Ökonomisierung der Sozialen Arbeit ein Professionalisierungsschub, andererseits ein Risiko gesehen. Basis des Studienganges ist daher, dass die sozialwirtschaftliche Ausbildung an den Hochschulen durchgängig auf die Besonderheiten der Fachlichkeit Sozialer Arbeit eingehen muss. Im Zentrum des Studiums stehen die Anwendbarkeit und Adaptierbarkeit des relevanten Fachwissens im betriebswirtschaftlich-organisatorischen Bereich auf die Soziale Arbeit beziehungsweise auf die Organisationen im sozialen Sektor.

## Zielsetzungen
Zentrale Zielsetzung des Studienganges ist die Kompetenzvermittlung zum Planen, Gestalten, Steuern und Leiten von Organisationen und Organisationseinheiten im sozialen Sektor. Das relevante Fachwissen in den Bereichen Sozialwirtschaft, Unternehmensführung und Management im nationalen wie internationalen Bereich in seiner Relevanz für Organisationen des Sozialbereichs steht im Zentrum des Studiums.
Ein grundlegendes inhaltliches Ziel ist die Befähigung zu empirischer, wissenschaftlicher Forschung sowie die darauf aufbauende Entwicklung neuer Konzepte und Modelle für die Soziale Arbeit bzw. Sozialwirtschaft.
Ein weiteres Ziel ist das Verständnis und die Reflexion europäischer/internationaler sozialpolitischer Entwicklungen in ihren Auswirkungen auf die Soziale Arbeit bzw. Sozialwirtschaft im eigenen Land.

## Joint Degree
Unter „Joint Degree Programm“ wird ein ordentliches Studium verstanden, das aufgrund „von Vereinbarungen zwischen einem oder mehreren österreichischen Erhaltern von Fachhochschul-Studiengängen und einer oder mehreren ausländischen anerkannten postsekundären Bildungseinrichtungen gemeinsam durchgeführt werden, wobei in diesen Vereinbarungen festgelegt sein muss, welche Leistungen die betreffenden Studierenden an den beteiligten Einrichtungen zu erbringen haben“ (§ 3 Abs. 2 Z 10 FHStG)
Das europäische SOWOSEC-Netzwerk verbindet die folgenden Hochschulen/Universitäten:
- FH Campus Wien (Österreich)
- Fachhochschule Zentralschweiz – Hochschule Luzern (Schweiz)
- Hochschule für angewandte Wissenschaften München (Deutschland)
- IRTS Poitiers (Frankreich)
- Universität Silesia in Katowice (Polen)
- Universität Cluj-Napoca (Rumänien)
- Universität Trnava (Slowakei)
- Universität Ostrava (Tschechische Republik)
- Universität Debrecen (Ungarn)

## Personen
Im Master-Studiengang „Sozialwirtschaft und Soziale Arbeit“ lehren am Standort Wien unter anderem der renommierte Sozial- und Wirtschaftshistoriker Gerhard Melinz sowie die Soziologin, Sozialarbeiterin und Mitbegründerin des ersten Wiener Frauenhauses Elfriede Fröschl.